# Цусимское течение
Цуси́мское тече́ние — тёплое поверхностное течение Японского моря, следующее с юга на север вдоль западных берегов Японии. Западное ответвление течения Куросио с остатком в Охотском море в виде течения Соя.

## Гидрография
Входит в акваторию Японского моря через довольно узкий (47 км) Цусимский пролив, что обуславливает относительно низкую скорость течения — около 0,5—1 км/ч, что от 10 до 5 раз меньше скорости основного потока Куросио. Далее течение проходит с юга на север в восточной части Японского моря, разделяясь на три потока. Именно Цусимское течение определяет заметную разницу температур в восточной части Японского моря (японский берег) по сравнению с более холодной западной его частью (РФ), куда холодные воды Охотского моря проникают через Татарский пролив. Разница температур достигает 5—6 °C зимой, и 1—3 °C летом. Поэтому японский берег имеет субтропический климат, а российский — умеренный. Под давление холодных и тяжёлых вод Приморского течения, 70 % субтропических вод Цусимского и Восточно-Корейского уходят в Тихий океан через Сангарский пролив, а оставшиеся 30 % продвигаются далее к северу в направлении Татарского пролива в виде течения Соя.

## Значение
Тем не менее, смягчающее влияние Цусимского течения ощущается и на территории России. К примеру, это течение прогревает юго-западные склоны Западно-Сахалинских гор, где преобладают смешанные широколиственные леса. Остальные, непрогретые склоны, покрывает тайга (ель и курильский бамбук). Одна из ветвей Цусимского течения под названием Соя, огибает остров Хоккайдо и значительно смягчает климат южной части Охотского моря, включая Южные Курилы. Другая, менее значимая ветка, иногда заходит в залив Посьета Приморского края РФ. В целом это течение имеет немаловажное значение в развитии флоры и фауны акватории Японского моря.
Также оно играет важнейшую роль в климате Приморского края, в начале весны прогревая холодные воды побережья Уссурийского края с 2 до 15 градусов, из-за чего в мае регион покрывают длительные туманы. В августе Цусимское течение достигает годового температурного максимума — вода нагревается почти до 21-22 градусов.